# Papa Pio III
Pio III, nato Francesco Nanni Todeschini-Piccolomini (in latino: Pius III; Sarteano, 29 maggio 1439 – Roma, 18 ottobre 1503), è stato il 215º papa della Chiesa cattolica dal 22 settembre al 18 ottobre 1503. Il suo pontificato, durato appena ventisei giorni, è l'ottavo pontificato più breve della storia della Chiesa cattolica.

## Biografia

### I primi anni e l'episcopato senese
Francesco Nanni Tedeschini-Piccolomini nacque a Sarteano (in provincia di Siena) il 29 maggio 1439, figlio quartogenito di Nanni (Giovanni) Tedeschini e di Laudomia Piccolomini, sorella di papa Pio II. Dopo gli studi di legge presso l'Università di Perugia divenne protonotario apostolico e all'età di soli 20 anni, il 6 febbraio 1460, venne nominato amministratore della neonata sede arcivescovile di Siena dallo zio Pio II, che gli permise anche di fregiarsi del nome e del rango dei Piccolomini . Il 23 aprile 1459 aveva già ottenuto le insegne arcivescovili, ma non aveva ricevuto la consacrazione episcopale che gli venne conferita solo con la sua elezione a pontefice, ben 44 anni dopo. Per molti anni fu protettore dei regni d'Inghilterra e Germania.

### Il cardinalato

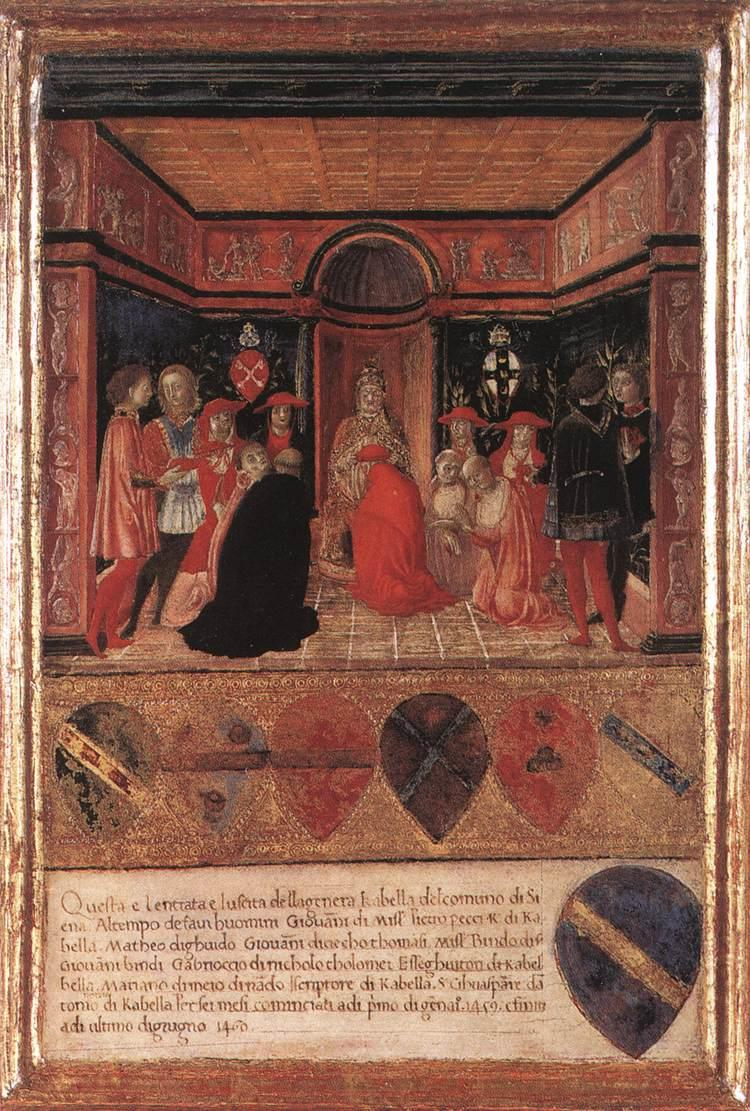
Francesco Piccolomini creato cardinale dallo zio Pio II a Siena, olio su tavola di Francesco di Giorgio Martini, 1460.

Creato cardinale diacono nel concistoro celebrato a Siena il 5 marzo 1460, Francesco giunse però in città solo il 21 marzo 1460 e in quello stesso giorno, nella cattedrale locale, ricevette la berretta cardinalizia. Il 26 marzo 1460 ricevette il titolo diaconale di Sant'Eustachio e venne nominato legato a latere per le Marche, lasciando Siena il 30 aprile 1460 e giungendo a Pesaro. Dopo una breve permanenza a Roma dal 1º febbraio 1461, tornò nella sua legazione dal giugno successivo e fu ancora a Roma dall'8 novembre 1461. Si recò quindi a Narni con i cardinali Basilio Bessarione e Alessandro Oliva nell'aprile del 1462 per portare a Roma il teschio di Sant'Andrea apostolo. Arcidiacono di Brabante nella cattedrale di Cambrai dal 1462 al 1503, il 9 novembre 1463 si trasferì a Pienza nel palazzo di famiglia a causa della peste che imperversava in tutta Italia. Quando papa Pio II si recò ad Ancona il 18 giugno 1464, egli nominò il cardinale suo nipote quale suo legato personale a Roma e nello Stato Pontificio per la durata della sua assenza. Prese parte quindi al conclave del 1464 che elesse papa Paolo II.
Il 24 dicembre 1468 venne incaricato di ricevere l'imperatore Federico III d'Asburgo alle porte di Roma. Il 15 maggio 1469 rinunciò alla commenda dell'abbazia cistercense di San Salvatore Montisarmati e ricevette invece quella del monastero benedettino di Quarto, nella medesima arcidiocesi. Per la sua ampia conoscenza della lingua tedesca, il 18 febbraio 1471 venne nominato legato in Germania, giungendo a Ratisbona il 18 marzo successivo e prendendo parte alla dieta locale, conseguendo pochi successi. Il 27 dicembre di quell'anno fece ritorno a Roma e venne ricevuto nel concistoro pubblico indetto da papa Sisto IV, papa neoeletto al cui conclave egli non aveva potuto partecipare proprio perché impegnato in Germania. Nell'agosto del 1471 il nuovo romano pontefice lo nominò protodiacono. Il 19 marzo 1483 rinunciò alla commenda del monastero benedettino di Santa Maria inter montes di Ginevra. Prese parte al conclave del 1484 che elesse papa Innocenzo VIII e come cardinale protodiacono ebbe il compito di annunciare l'elezione del nuovo pontefice e di incoronarlo l'11 settembre di quello stesso anno.
Nominato amministratore della sede di Fermo dal 21 febbraio 1485, il 26 maggio 1494 rinunciò a tale incarico in favore di Agostino Piccolomini. Alla morte di quest'ultimo venne rinominato alla sede di Fermo nel 1496 e mantenne l'incarico sino alla sua elevazione al soglio di Pietro. Il 5 novembre 1488 venne nominato legato a latere a Perugia. Rimase un anno in Umbria. Durante questo periodo si preoccupò di pacificare la città e regolare i confini tra le città di Foligno e Spello, che da anni erano in conflitto per questioni territoriali. Tornò definitivamente a Roma il 15 novembre 1489. Prese parte quindi al conclave del 1492 che elesse papa Alessandro VI e lo incoronò il 20 agosto di quell'anno, sui gradini della basilica di San Pietro. Il nuovo papa lo nominò legato a latere presso re Carlo VIII di Francia dal 1º ottobre 1493; il re giunse in Toscana (precisamente a Lucca) l'8 novembre 1494, ma il monarca non ricevette il cardinale che preferì invece far ritorno a Roma dal 5 marzo 1495. Il 27 maggio di quello stesso anno si recò a Orvieto col pontefice lasciando Roma alle truppe francesi.
Nominato amministratore delle sedi di Pienza e Montalcino dal 31 ottobre 1495, occupò tale incarico sino al marzo del 1498 e gli succedette Girolamo Piccolomini. Nell'agosto del 1497 venne nominato membro di una commissione di sei cardinali incaricati di redigere una bolla di riforme per la Chiesa, poi sottoscritta dal papa. Il 30 agosto 1497 rinunciò alla commenda del monastero di Santa Maria di Caramagna nell'arcidiocesi di Torino e il 30 aprile 1498 rinunciò a quella del monastero camaldolese di Rocca, nella diocesi di Arezzo. L'8 febbraio 1501 venne nominato membro di una commissione di tre cardinali incaricati di finanziare una nuova crociata, che non fu realizzata. Prese parte al primo conclave del 1503, ove venne eletto pontefice.

### Il breve pontificato

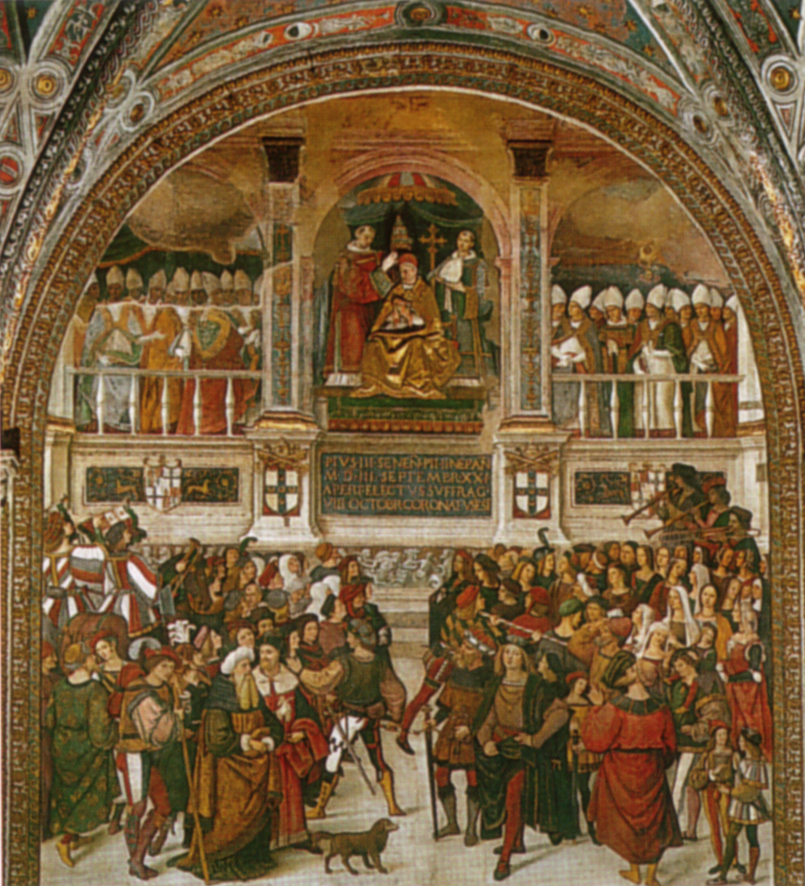
L'incoronazione di Pio III, opera del Pinturicchio, Duomo di Siena.

Già in precedenza Francesco Piccolomini si era opposto con coraggio alla politica di Alessandro VI e, in mezzo ai torbidi conseguenti alla morte di quest'ultimo, fu infine eletto papa, anche grazie all'interessamento del cardinale Giuliano della Rovere, ricevendo l'incoronazione l'8 ottobre 1503. Accordò successivamente a Cesare Borgia il permesso di rientrare a Roma, ma contemporaneamente mise mano con sollecitudine alla riforma della curia.
Il 30 settembre 1503 si fece ordinare sacerdote e il 1º ottobre 1503 venne consacrato vescovo di Roma per mano del cardinale della Rovere, vescovo di Ostia e Velletri e decano del Sacro Collegio dei Cardinali, assistito da Aldello Piccolomini, vescovo di Soana, e da Francesco Eroli, vescovo di Spoleto. L'8 ottobre 1503 venne incoronato pontefice sugli scalini della basilica di San Pietro in Vaticano dal cardinale Raffaele Riario, protodiacono di San Giorgio al Velabro. Durante il suo pontificato, in memoria dello zio Pio II, fondò la Biblioteca Piccolomini presso la cattedrale di Siena, dando incarico al Pinturicchio di decorarne gli ambienti.
Il suo pontificato fu brevissimo: morì il 18 ottobre 1503 presso il palazzo apostolico di Roma, dopo aver celebrato un concistoro, nel quale non creò alcun cardinale. Il Piccolomini sopravvisse sul soglio di Pietro solo ventisei giorni, decedendo per un'ulcera alla gamba, o, come sostenuto da alcuni, a causa di un veleno somministratogli su istigazione di Pandolfo Petrucci, governatore di Siena. Il suo successore fu il cardinale della Rovere, che prese il nome di Giulio II.

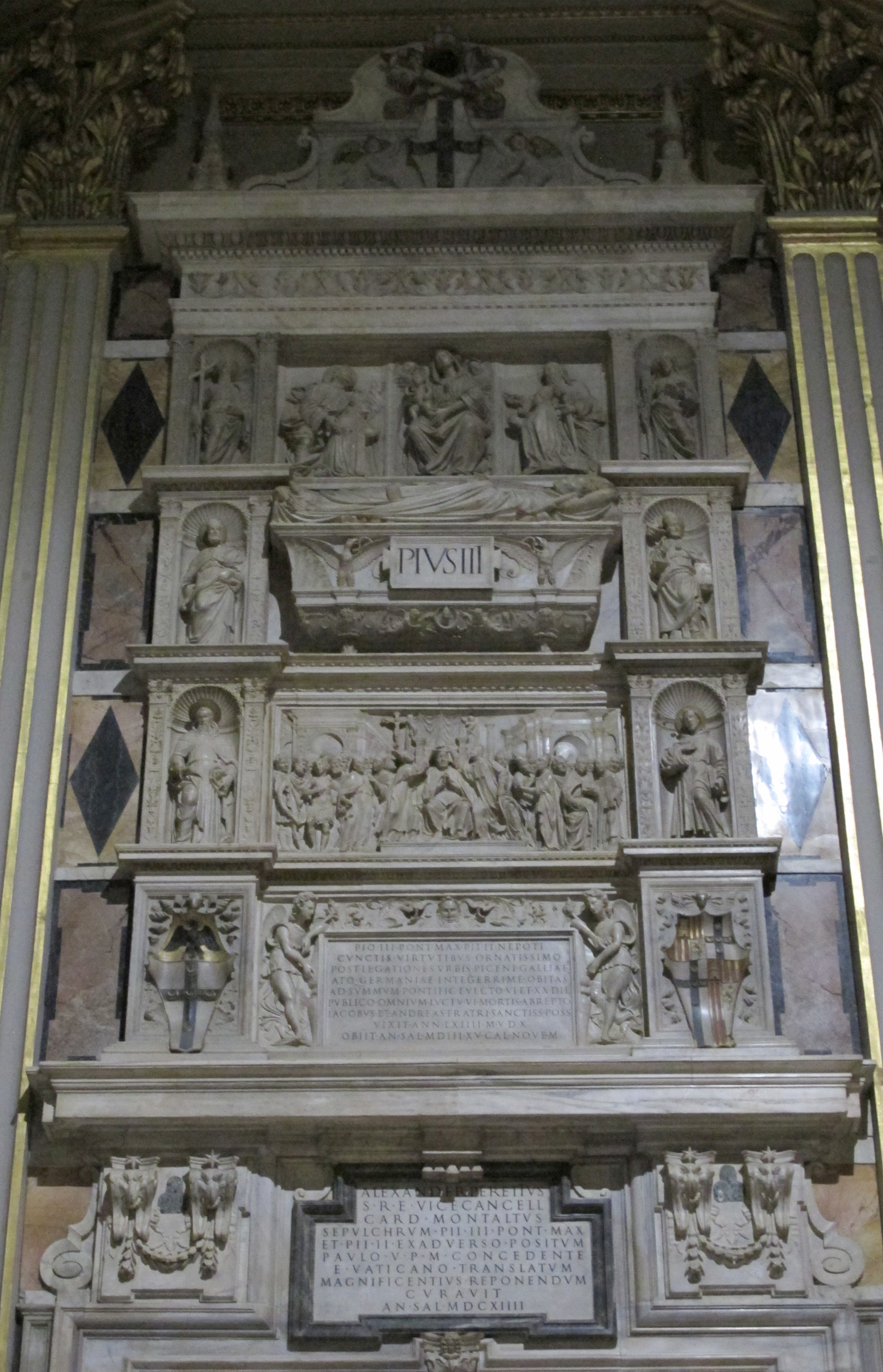
Tomba di Pio III nella chiesa di Sant'Andrea della Valle

Sepolto nella cappella di Sant'Andrea nell'antica basilica di San Pietro in Vaticano, a fianco alla tomba di suo zio Pio II, il suo monumento funebre venne commissionato dai suoi fratelli Giacomo e Andrea. Durante i lavori per la ricostruzione della basilica, il monumento venne trasferito nelle Grotte vaticane, mentre i resti dei due papi vennero trasferiti nella chiesa di Sant'Andrea della Valle a Roma, presso il palazzo della famiglia; nel 1614 i corpi dei due pontefici vennero posti in un mausoleo eretto dal cardinale Alessandro Damasceni Peretti, che per l'occasione compose un epitaffio da apporre sulla tomba.

## Concistori per la creazione di nuovi cardinali
Papa Pio III durante il suo pontificato non creò nessun cardinale.

## Albero genealogico
|                                       |                    |                  | Genitori     |  |  | Nonni |  |  | Bisnonni |  |  | Trisnonni |  |
|                                       |                    |                  |              |  |  |       |  |  | …        |  |  | …         |  |
|                                       |                    |                  |              |  |  |       |  |  | …        |  |  | …         |  |
|                                       |                    | …                |              |  |  |       |  |  | …        |  |  |           |  |
| Pietro Todeschini                     |                    |                  |              |  |  |       |  |  | …        |  |  |           |  |
|                                       |                    | …                | …            |  |  |       |  |  |          |  |  |           |  |
|                                       |                    | …                | …            |  |  |       |  |  |          |  |  |           |  |
|                                       |                    | …                | …            |  |  |       |  |  |          |  |  |           |  |
| Giovanni Todeschini                   |                    | …                |              |  |  |       |  |  |          |  |  |           |  |
|                                       |                    | …                | …            |  |  |       |  |  |          |  |  |           |  |
|                                       |                    | …                | …            |  |  |       |  |  |          |  |  |           |  |
|                                       |                    | …                | …            |  |  |       |  |  |          |  |  |           |  |
| …                                     |                    | …                |              |  |  |       |  |  |          |  |  |           |  |
|                                       |                    | …                | …            |  |  |       |  |  |          |  |  |           |  |
|                                       |                    | …                | …            |  |  |       |  |  |          |  |  |           |  |
|                                       |                    | …                | …            |  |  |       |  |  |          |  |  |           |  |
| Papa Pio III                          |                    | …                |              |  |  |       |  |  |          |  |  |           |  |
|                                       | Silvio Piccolomini | Enea Piccolomini |              |  |  |       |  |  |          |  |  |           |  |
|                                       | Silvio Piccolomini | Enea Piccolomini |              |  |  |       |  |  |          |  |  |           |  |
|                                       | Silvio Piccolomini | Giovanna Tolomei |              |  |  |       |  |  |          |  |  |           |  |
| Silvio Piccolomini, patrizio di Siena | Silvio Piccolomini |                  |              |  |  |       |  |  |          |  |  |           |  |
|                                       |                    | Montanina Scala  | Pietro Scala |  |  |       |  |  |          |  |  |           |  |
|                                       |                    | Montanina Scala  | Pietro Scala |  |  |       |  |  |          |  |  |           |  |
|                                       |                    | Montanina Scala  | …            |  |  |       |  |  |          |  |  |           |  |
| Laudomia Piccolomini                  |                    | Montanina Scala  |              |  |  |       |  |  |          |  |  |           |  |
|                                       |                    | …                | …            |  |  |       |  |  |          |  |  |           |  |
|                                       |                    | …                | …            |  |  |       |  |  |          |  |  |           |  |
|                                       |                    | …                | …            |  |  |       |  |  |          |  |  |           |  |
| Vittoria Forteguerri                  |                    | …                |              |  |  |       |  |  |          |  |  |           |  |
|                                       |                    | …                | …            |  |  |       |  |  |          |  |  |           |  |
|                                       |                    | …                | …            |  |  |       |  |  |          |  |  |           |  |
|                                       |                    | …                | …            |  |  |       |  |  |          |  |  |           |  |
|                                       |                    | …                |              |  |  |       |  |  |          |  |  |           |  |

## Genealogia episcopale
La genealogia episcopale è:
- Cardinale Guillaume d'Estouteville, O.S.B.Clun.
- Papa Sisto IV
- Papa Giulio II
- Papa Pio III